# Lunan (Tangshan)
Lunan (en chino, 路南; pinyin, Lùnán) es un distrito urbano bajo la administración directa de la Prefectura Tangshan  en la Provincia de Hebei, República Popular China.  Su área es de 110 km² y su población total para 2010 superó los 225 mil habitantes. 

## Administración
Desde julio de 2023, el  Distrito Lunan   se divide en 11 pueblos que se administran en 9 subdistritos y 2   poblados.

## Historia
El distrito Lunan se estableció en 1952. Según el gobierno distrital, el área del distrito actual fue el sitio de la primera mina mecanizada de China, el primer ferrocarril de ancho estándar, la primera locomotora a vapor y el primer profesorado universitario de la China continental.